# العلاقات الغينية الفنزويلية
العلاقات الغينية الفنزويلية هي العلاقات الثنائية التي تجمع بين غينيا وفنزويلا.

## مقارنة بين البلدين
هذه مقارنة عامة ومرجعية للدولتين:
| وجه المقارنة                                              | غينيا       | فنزويلا                                  |
| --------------------------------------------------------- | ----------- | ---------------------------------------- |
| المساحة (كم2)                                             | 245.86 ألف  | 916.45 ألف                               |
| عدد السكان (نسمة)                                         | 12.72 مليون | 28.87 مليون                              |
| الكثافة السكانية (ن./كم²)                                 | 51.74       | 31.5                                     |
| العاصمة                                                   | كوناكري     | كاراكاس                                  |
| اللغة الرسمية                                             | لغة فرنسية  | اللغة الإسبانية، لغة الإشارة الفنزويلية ‏ |
| العملة                                                    | فرنك غيني   | بوليفار فنزويلي                          |
| الناتج المحلي الإجمالي (بليون دولار)                      | 10.50 مليار | 482.36 مليار                             |
| الناتج المحلي الإجمالي (تعادل القوة الشرائية) بليون دولار | 15.24 مليار |                                          |
| الناتج المحلي الإجمالي الاسمي للفرد دولار أمريكي          | 531         |                                          |
| الناتج المحلي الإجمالي للفرد دولار أمريكي                 | 1.22 ألف    |                                          |
| مؤشر التنمية البشرية                                      | 0.411       | 0.762                                    |
| رمز المكالمات الدولي                                      | +224        | +58                                      |
| رمز الإنترنت                                              | .gn         | .ve                                      |
| المنطقة الزمنية                                           | 00          | 00                                       |

## منظمات دولية مشتركة
يشترك البلدان في عضوية مجموعة من المنظمات الدولية، منها:
| علم المنظمة | اسم المنظمة                        | تاريخ انضمام غينيا | تاريخ انضمام فنزويلا |
| ----------- | ---------------------------------- | ------------------ | -------------------- |
|             | يونسكو                             | 2 فبراير 1960      | 25 نوفمبر 1946       |
|             | وكالة ضمان الاستثمار متعدد الأطراف | 5 أكتوبر 1995      | 9 مايو 1994          |
|             | الأمم المتحدة                      | 12 ديسمبر 1958     | 15 نوفمبر 1945       |
|             | الاتحاد البريدي العالمي            | ?                  | ?                    |
|             | البنك الدولي للإنشاء والتعمير      | 28 سبتمبر 1963     | 30 ديسمبر 1946       |
|             | منظمة حظر الأسلحة الكيميائية       | ?                  | ?                    |
|             | مؤسسة التمويل الدولية              | 22 أكتوبر 1982     | 28 ديسمبر 1956       |
|             | منظمة التجارة العالمية             | 25 أكتوبر 1995     | ?                    |
|             | منظمة الشرطة الجنائية الدولية      | ?                  | ?                    |

## وصلات خارجية
- موقع وزارة الخارجية الفنزويلية